# Blued (macOS)

blued是Mac OS X的蓝牙守护进程。此进程由系统启动，而不直接与用户交互。这个守护进程处理服务发现、链接密钥管理，以及接受连入的连接。